# Philippe Guerrier
Philippe Guerrier (Grande - Rivière-du-Nord, 19 de dezembro de 1757 - Porto Príncipe, 15 de abril de 1845) foi o quarto presidente do Haiti.